# Беловежский колонистский округ
Беловежский колонистский округ — немецкий колонистский округ, с центром в селе Белые Вежи II, образованный по указу Екатерины II от 22 мая 1766 года в Борзненском уезде Черниговской губернии. Первопоселенцы — 696 человек, выходцы из Гессена, Саксонии, Ганновера, Пруссии — лютеране и католики из Майнца, Пфальца, Вюрцбурга и Швабии. 21 августа 1800 года императором Павлом I была выделена недостающая земля, которой в итоге было 3667 десятин. Округ был отправным пунктом для переселенцев, основавших многие новые колонии на юге России. Вначале управлялся особым колониальным управлением, а после Высочайшего утверждения 31 Мая 1871 года «Правила об устройстве поселян-собственников (бывших колонистов)…» — перешли в ведение общих учреждений.
Включал сёла:
- Городок,
- Гросс-Вердер,
- Кальчиновка,
- Клейн-Вердер,
- Рундевизе.

## Динамика численности населения
- 1796 год — 1300 чел.
- 1807 год — 1244 чел.
- 1859 год — 2179 чел.